# Kozárvár
Kozárvár (románul: Cuzdrioara) falu Romániában, Erdélyben, Kolozs megyében, az azonos nevű község központja.

## Nevének eredete
Neve kazárokra utal. Először 1234–35-ben Kozar, majd 1249-ben Kazawar, 1315-ben pedig Kozarwar alakban említik.

## Fekvése
Déstől 5 km-re északkeletre fekszik.

## Népessége

### A népességszám változása
Népessége 1850 és 1977 között nőtt, azóta csökken.

### Etnikai és vallási megoszlás
- 1850-ben 1149 lakosából 853 volt román, 194 magyar, 74 zsidó és 28 cigány nemzetiségű; 875 görögkatolikus, 190 református, 74 zsidó és tíz római katolikus vallású.
- 1910-ben 1731 lakosából 1310 volt román, 405 magyar és 15 német anyanyelvű; 1319 görögkatolikus, 267 református, 105 zsidó és 25 római katolikus vallású.
- 2002-ben 2171-en lakták. Közülük 2031 volt román és 138 magyar nemzetiségű; 1892 ortodox, 131 református, 86 görögkatolikus és 44 pünkösdi vallású.

## Története
835 körül földvárat építettek itt, amelyet a honfoglalás után a magyarok kijavítottak és megerősítettek. A vár egy dombon, a régi református temető helyén állt és hatvan méteres átmérőjű volt. 1540-ben még várnagyát említik, valószínűleg Basta katonái pusztították el 1602–03-ban. Kozar földjének felét II. András 1234–35-ben Tomaj nembeli Dénesnek adományozta, akinek leszármazottai, a Bánffyak, a 17. századig birtokolták a vár mellett települt, Szolnok, majd Belső-Szolnok vármegyéhez tartozó falut. 1353-ban a csicsói várnagy az alárendelt román kenézekkel kiraboltatta. A 16. század végén unitárius anyaegyház volt. Basta katonái 1602–03-ban felgyújtották. 1622-ben református iskolája működött, református egyháza 1643-ban Kismonostorszeg filiája volt. I. Rákóczi György 1638-ban ingyenes átkelést biztosított lakóinak az új dési hídon, amiért a híd építésénél kitüntették magukat. 1662-ben már összeírtak benne egy román nemest és Alvinczi István 17. századi jobbágynévsoraiban főként román családnevek jelennek meg a faluból. Miután 1706 körül ismét elpusztult, túlnyomórészt ismét román lakossággal települt újjá. 1733-ban 56 román család élt itt, míg 1750-ben 50 jobbágyot, 46 házas, 26 házatlan, valamint 17 szökevény zsellért, három özvegyet és egy szabadost írtak össze. 1731-ben a Rácz, a Suky és a Bethlen családnak állt benne udvarháza. Református egyházközsége 1766-ban 33 férfit és 35 asszony számlált, emellett az unitárius Sukyak alatt unitárius leányegyháza is fennállt. A Suky István adományozta telken 1730-ban épült fel a román fatemplom. Miután román lakói többsége 1760-ban visszatért az ortodox hitre, hosszú háborúságot vívtak a templom birtoklásáért a görögkatolikus egyházzal. A Szamosújvárról kirendelt katonákat az ortodox falusiak elkergették. Ekkor Buccow tábornok igyekezett megakadályozni a veszélyes példa továbbterjedését és 1761-ben egész kis hadsereget rendelt a faluba, négy ágyúval. A karhatalom több halálos ítéletet osztott ki a falusiak között és a teljes lakosságot visszakényszerítette a görögkatolikus egyházba.
Szentiváni Mihály így összegezte a faluról szerzett benyomását 1837-ben: „Sok nemesek, oláh jobbágyoknak tisztességes házok, de rossz kertjök.” 1784–87-ben családjai közül 17 volt nemesi, 62 jobbágy, 110 zsellér, három pap és 31 egyéb jogállású, míg 1844-ben 185 füstből 19 volt nemesi. Nemcsak a nemesek voltak református magyarok, de több jobbágycsalád is. Ők nem tömörültek külön falurészbe, hanem a faluban elszórva éltek. Az első zsidó lakos 1791-ben jelent meg a faluban. A zsidók megtelepedése annak volt köszönhető, hogy Dés város megtiltotta nekik az égetett szesz árusítását és 1848-ig a városba költözést is. 1828-ban nyolc zsidó családfő, 1841-ben már 56 lélek lakta, és 1886-ban már fából készült zsinagógájuk is állt a faluban. 1900 után azonban számuk csökkent, vélhetőleg sokan közülük beköltöztek Désre.
1848-ig a bírói tisztség évről évre másra szállt és mindig román parasztokat választottak meg bírónak. 1850-től 1862-ig nemes Tamási József, aztán Ioan Mican volt a bíró, majd utána több évtizeden át maga Inczédy Ádám, a falu leggazdagabb birtokosa töltötte be a tisztet. 1875-ben békésen zajlott le a határ tagosítása. 1876-ban az akkor létrehozott Szolnok-Doboka vármegyéhez csatolták. A századforduló idején a magyar lakosság egy része az Inczédy-birtok cselédeiből állt, magyar mesteremberek is beköltöztek, valamint pár református cigány család is élt a faluban. A kozárváriak tejet, krumplit, káposztát, babot, paradicsomot és uborkát hordtak eladni a dési piacra. Inczédy Ádám 1906-ban kastélyt épített benne, amely erősen átalakítva ma az általános iskolának ad otthont.
A 20-ik század első felében, egy megváltozott és bonyolult történelmi korban Máthé Gyula, református lelkész, 1956-ban bekövetkezett haláláig sokat tett a vegyes lakosságú falu minél  békésebb együttélése érdekében, így nagy megbecsülésnek örvendett magyarok és románok körében egyaránt. Tisztességét és emberségét bizonyítja, hogy sírját még a 2000-es években is ápolta Kozárvár és a környékbeli falvak közössége.
A szocialista rendszer idején papír- és cellulózgyár, takarmánygyár és bútorgyár működött benne, a rendezőpályaudvar mellé pedig kisebb lakótelep épült.

## Látnivalók

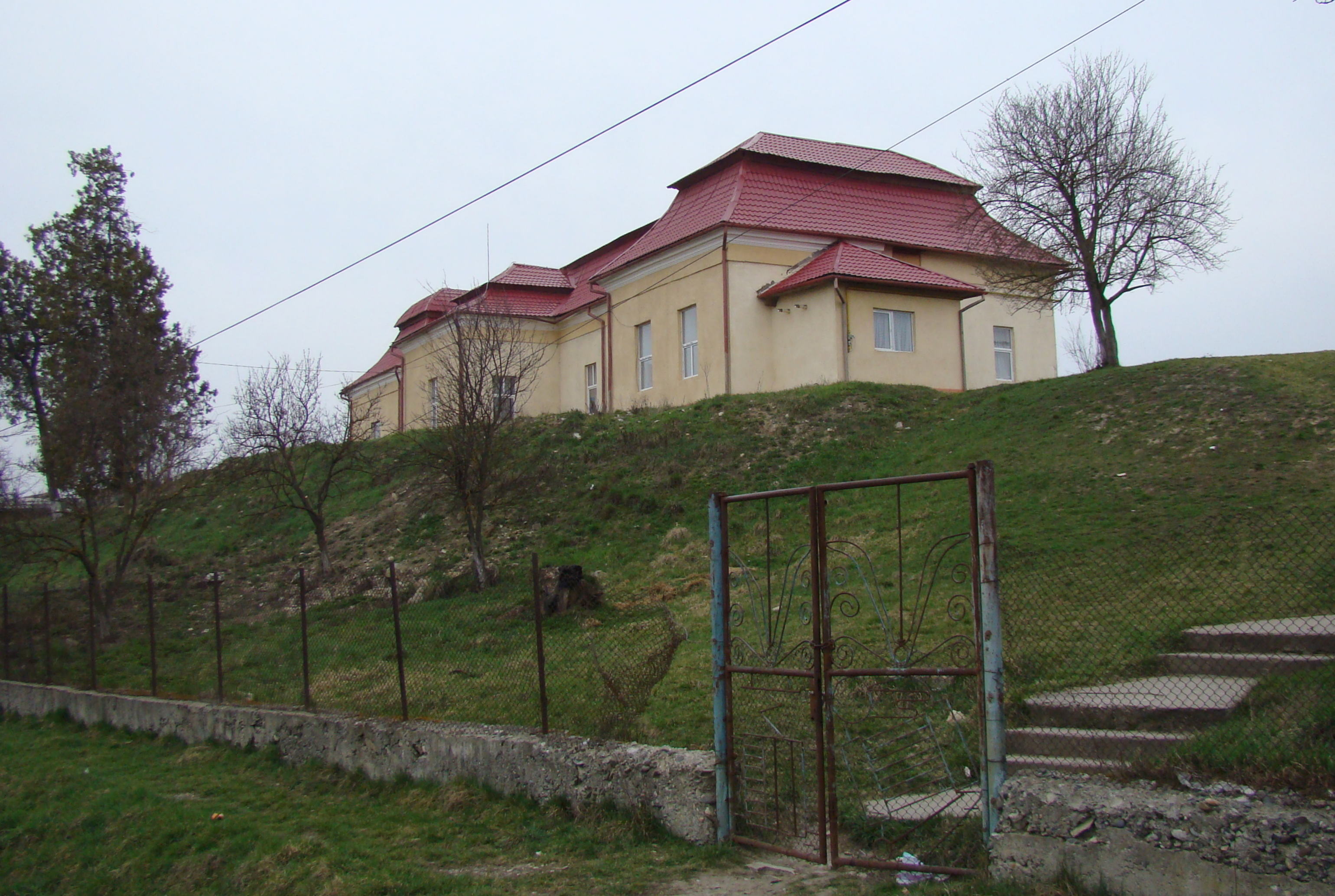
A Teleki-udvarház

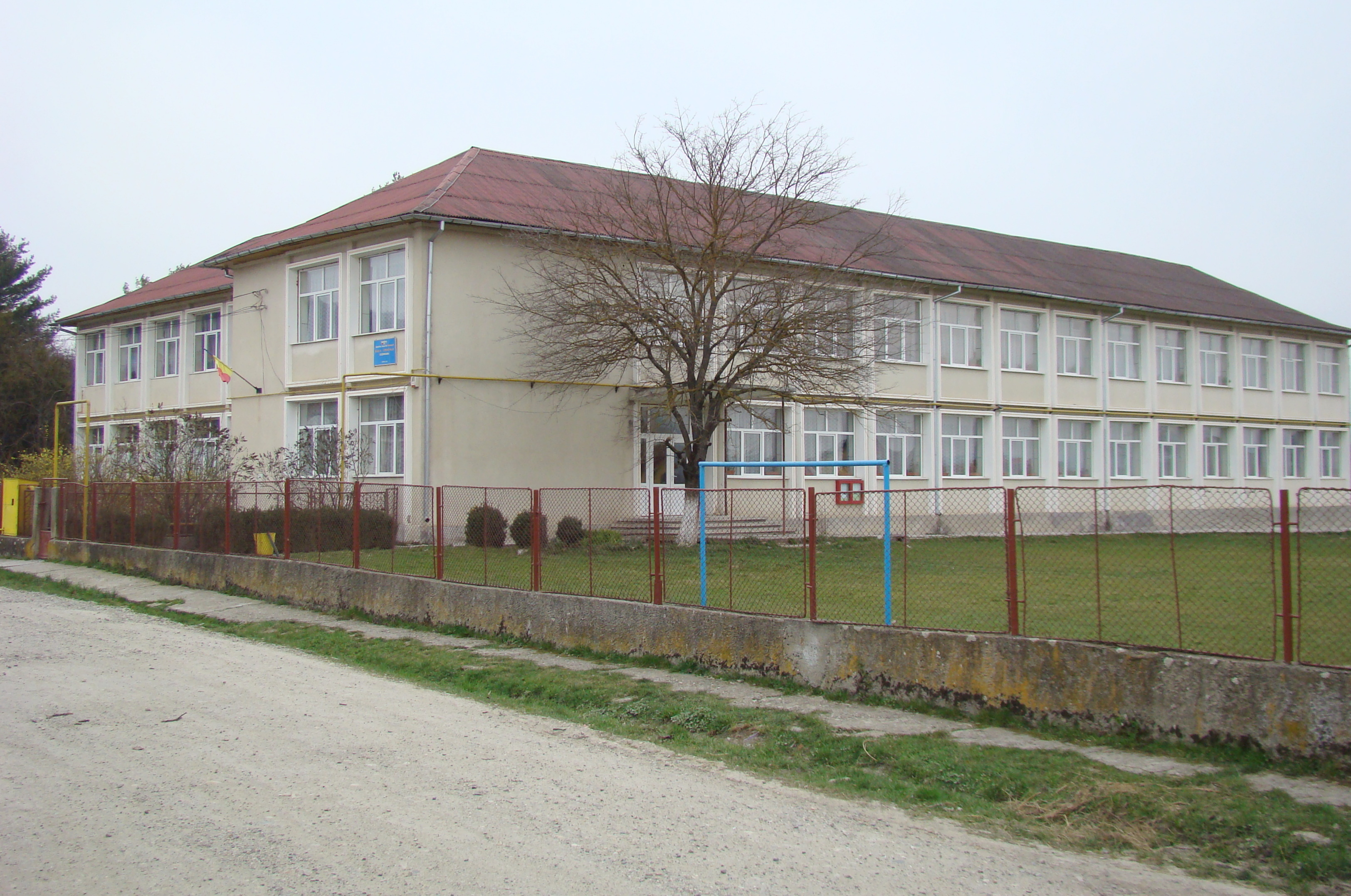
Iskola

- Az Eminescu utca nyugati végében, a református temető területén Kozárvár alig kivehető nyomai.
- Az országút mellett álló református templom 13. századi eredetű, a 15. században gótikus stílusban átépítették, majd 1772-ben újították. Tornya 1899-ben épült.[4]
- A polgármesteri hivatal a Teleki család 18. században épült udvarházában működik.[5]
- A dési rendezőpályaudvarnál 25 mozdonyból álló szabadtéri kiállítás.[6]

## Híres emberek
- Itt élt Kozárvári Mátyás 16. századi verselő.
- Itt született 1939-ben Simion Retegan történész.